# آنا هربرینووا
آنا هربرینووا (به انگلیسی: Anna Hřebřinová) ژیمناست زادهٔ ۱۱ نوامبر ۱۹۰۸ میلادی اهل کشور چکسلواکی است.